# José Luis Sampedro
Pour les articles homonymes, voir Sampedro.
José Luis Sampedro (né à Barcelone le 1er février 1917 et mort à Madrid le 8 avril 2013 ) est un écrivain et économiste espagnol.
Il obtient en 2011 le Prix national des Lettres espagnoles.

## Biographie
Au moment de sa naissance, sa famille déménage à Tanger, où il vit jusqu'à l'âge de 13 ans. Son incorporation aux forces armées durant la guerre d'Espagne fait l'objet de publications peu fiables. Après avoir obtenu une place de fonctionnaire des douanes à Melilla il déménage à Madrid, où il fait des études de sciences économiques. Il les termine en 1947 avec le Prix extraordinaire. Il commence à travailler dans la Banque extérieure d'Espagne et donne dans le même temps des cours à l'université. En 1955 il devient professeur de structure économique à l'Université complutense de Madrid, poste qu'il occupera jusqu'en 1969, tout en exerçant divers postes dans la Banque extérieure d'Espagne.
Entre 1969 et 1970, il devient professeur visiteur des universités de Salford et de Liverpool. À son retour en Espagne il demande une disponibilité de l'Université Complutense et entre au Ministère des Finances. En 1976 il retourne dans la Banque extérieure d'Espagne. En 1977 il est nommé sénateur par décision royale, poste qu'il occupe jusqu'en 1979.
En parallèle de son activité professionnelle comme économiste, il publie divers romans. Après sa mise à la retraite, il se consacre à l'écriture. Il obtient un grand succès avec son roman Le sourire étrusque. En 1990 il est nommé membre de l'Académie royale espagnole.
En 2004, il reçoit la Médaille d'or du mérite des beaux-arts par le Ministère de l'Éducation, de la Culture et des Sports.
En 2008, il a reçu la Médaille de l'Ordre de Charlemagne de la Principauté d'Andorre.
En 2011, il préface la version espagnole du livre de Stéphane Hessel, Indignez-vous !.

## Œuvres

### Romans
- La estatua de Adolfo Espejo (1939) -publié en 1994-
- La sombra de los días (1947) -publié en 1994-
- Congreso en Estocolmo (indisponible en français), 1951.
- Le fleuve qui nous emporte, 1961.
- El caballo desnudo (indisponible en français), 1970.
- Octobre, octobre, 1981.
- Le sourire étrusque, 1985.
- La vieille sirène, 1990.
- Real sitio (indisponible en français), 1993.
- La estatua de Adolfo Espejo (indisponible en français), 1994, écrit en 1939.
- La sombra de los días (indisponible en français), 1994, écrit en 1947.
- El amante lesbiano (indisponible en français), 2000.
- El amante lesbiano (2000)
- La senda del drago (2006)
- Sobre política, mercado y convivencia (2006)
- La ciencia y la vida (2008)

### Contes
- Mar al fondo, 1992.
- Mientras la tierra gira, 1993.

### Œuvres économiques
- Principios prácticos de localización industrial, 1957.
- Realidad económica y análisis estructural, 1959.
- Conciencia del subdesarrollo, 1973.
- Las fuerzas económicas de nuestro tiempo, 1967.
- Inflación: una versión completa, 1976.
- El mercado y la globalización,
- Los mongoles en Bagdad, 2003.
- Sobre política, mercado y convivencia, 2006
- Economía humanista. Algo más que cifras, 2009